# Porto Estrela
Porto Estrela é um município brasileiro do estado de Mato Grosso. Localiza-se a uma latitude 15º19'28" sul e a uma longitude 57º13'39" oeste, estando a uma altitude de 586 metros. Sua população estimada em 2022 é de 3.224 habitantes. Possui uma área de 2.045,467 km².

## Religião
Religião no Município de Porto Estrela segundo o censo de 2010.
| Religião       | %    |
| -------------- | ---- |
| Catolicismo    | 74,6 |
| Protestantismo | 19,3 |
| Outras         | 1,4  |
| Sem religião   | 4,7  |

## Últimos prefeitos eleitos
| Ano  | Prefeito           | Partido | Votos | %     | Ref   |
| ---- | ------------------ | ------- | ----- | ----- | ----- |
| 2004 | Ademirson Duarte   | PP      | 802   | 31,35 | [ 5 ] |
| 2008 | Dito do Escritorio | PPS     | 958   | 40,27 | [ 6 ] |
| 2012 | Maurão             | PMDB    | 1.634 | 63,06 | [ 7 ] |
| 2016 | Eugênio Pelachim   | PSC     | 1.048 | 41,26 | [ 8 ] |
| 2020 | Eugênio Pelachim   | PSC     | 1.494 | 62,88 | [ 9 ] |